# AXIA
AXIA（アクシア）は、富士フイルムイメージング株式会社（現・富士フイルム株式会社）が1985年（昭和60年）6月から2006年（平成18年）9月まで展開していた、コンパクトカセット用磁気テープを主力とする製品のブランドである。ブランド名の誕生と商標登録と初告知は1985年4月。

## 概要
名前の意味はギリシア語で「価値があるもの」（希: αξία）。のちにブランドロゴの下に「Active eXciting Innovator All for you」と併記された。
日本国内のみのローカルブランドであり、日本国外市場では従来通り、FUJIブランド（ただし最末期はFUJIFILMブランドへ変更）で商品を展開していた。
2006年9月30日を以ってブランド終了。これによりAXIAはブランド誕生から21年の歴史に幕を下ろした。ブランド終了の理由としては、2000年代当時、主に若年層を中心としたコンパクトカセットやミニディスク（以下MD）等のオーディオ用録音メディアの需要が著しく低迷し、iPodを筆頭とする携帯型デジタルオーディオプレーヤーが台頭・普及してきたこと、およびオーディオ・ビジュアルの環境を取り巻くライフスタイルの変化などが、ブランド終了の背景にあるとされる。

## 主な製品
主にコンパクトカセットやMD、録音用CD-R / RWなどといった音響メディアを発売したが、VHS/S-VHS用ビデオテープやDAT（デジタル・オーディオ・テープ）、デジタルコンパクトカセット（DCC）、デジタルカメラ、ポータブルオーディオなども発売された。

## ブランド導入と歴史

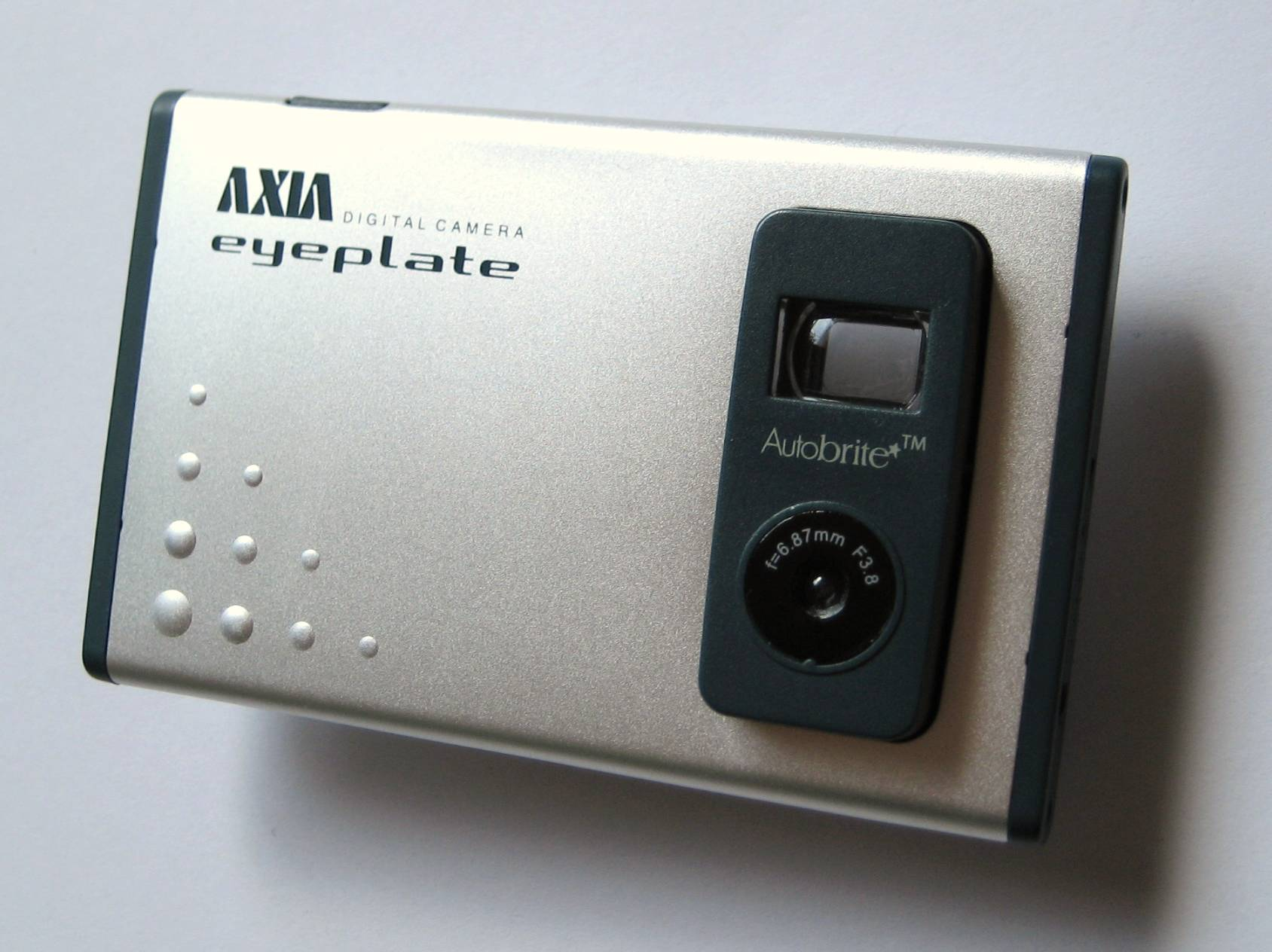
デジタルカメラAXIA eyeplate

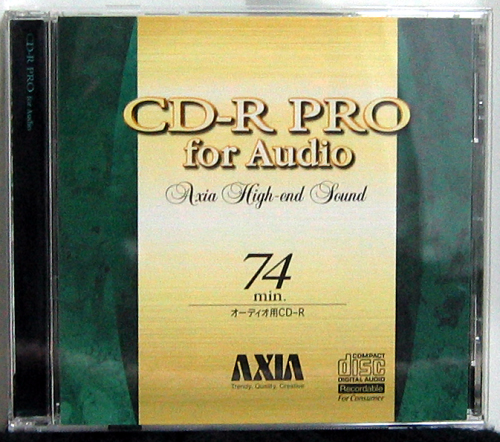
AXIAの音楽用CD-R

### AXIA以前
富士フイルムは日本国内で初めてビデオテープの製造に成功するなど、磁気テープの分野でも高い技術力を有する。1960年（昭和35年）9月、東京芝浦電気（現・東芝）と提携し、オープンリール用磁気テープ「東芝―富士フイルムサウンドテープ（S-100）」を発売する。その後、自社開発となり、1968年（昭和43年）9月に富士フイルム出資で「富士オーディオ」を設立、1969年（昭和44年）11月に「富士フイルムカセットテープ」でカセットテープ市場に進出する。1976年（昭和51年）2月には既存のフェリクロムポジション用テープを除く一連のカセットテープとしては業界初となる磁性体の2層塗り（ダブルコーティング）技術を採用した音楽専用ノーマルポジション用カセットテープ「FX-DUO」（後のリニューアルに伴い「Renge6」に改称）を、1977年（昭和52年）10月には従来の一般録音用LN級ノーマルポジション用カセットテープの代替かつ今日の音楽・一般録音兼用低級LH級ノーマルポジション用カセットテープの雛型となる「Renge2」（後の全面改良に伴い「DR」に改称）を、そして1979年（昭和54年）5月には同社初のメタルポジション用カセットテープ「Super Range」（後のリニューアルに伴い「SR」に改称）をそれぞれ発売。1979年12月に「富士オーディオ」から「富士マグネテープ」に社名変更。1980年（昭和55年）2月以降の製品より「FUJI CASSETTE」ブランドとなり、同年4月にはテレビコマーシャルに当時、若者に絶大な人気を誇っていたイエロー・マジック・オーケストラ（YMO）を起用したり、1983年（昭和58年）5月にカセットハーフに耐熱樹脂を使用した世界初のカーステレオ専用ノーマルポジション（TYPE-I）用カセットテープ「FUJI GT-I」を発売するなど、話題を呼んだこともあったが、先行する大手3社（TDK、ソニー〈初代法人、現・ソニーグループ〉、日立マクセル〈現・マクセル〉）と比べ、カセットハーフ（紙ラベルを全面に貼り付け等）やパッケージの意匠などで後れを取り、販売は低迷を続けていた。

### AXIAブランドの誕生
同社の市場調査の結果、オーディオマニアやカセットテープユーザーの「FUJI」カセットテープへの総合面での評価や認知度は至って低く、ブランドイメージの再興や上位3社からの切り替えは困難と見られた。そこで日本国内における「FUJI」ブランドを一部の家庭用ビデオテープ、および業務用記録メディア製品を除き段階的に停止し、新ブランドの「AXIA」に切り替えての再出発を決断し、1985年（昭和60年）6月に最初の商品を発売した。1985年6月時点でのラインアップは主力の「PS-I」(Player's Spirits)、FUJIブランドでも好評だったカーステレオ用「GT-I」「GT-II」、低価格商品の「JP」(Junior Player/JP、JP-1) の4種類だった。ターゲットをオーディオテープを使い出す（ブランド志向がまだ薄い）中学生に絞り、徹底したマーケティング調査（ユーザー調査）を実施。全体がスモーク仕上げによるスケルトンタイプの高精度・耐熱設計カセットハーフやカジュアルなパッケージの意匠等を採用したり、イメージキャラクターにデビュー間もない女性アイドルの斉藤由貴を起用したのも、当時の中学生や高校生などといったティーンエイジャーからの高い支持による。これらの効果に加え、元来の高品質も評価され、それまで5パーセント前後であった市場シェアが20パーセント台にまで上昇し、大手3社と肩を並べるまでに成長した。
1989年（平成元年）9月に、高度な樹脂成形技術を用いて従来のケースよりも外寸の厚みを約20パーセント薄くした独自の「スリムケース」を開発し、主力製品の「PS」シリーズに採用。当時ヘッドホンステレオとカセットテープを持ち歩いて使用していたユーザーニーズを掴み爆発的なヒットを記録した。競合他社も一部の高級商品を除き、同等の薄さのケースを独自に開発して追従。数年で標準的なカセットケースのサイズがこのスリムケースサイズに置き換わった。「AXIA」のスリムケースは当初、それまでのケースとは反対にヘッドタッチ部分を外側にして収納する構造だったため、出し入れ時にテープに直接指が触れてしまう恐れがあったが、1996年（平成8年）に「どっちでもIN」のキャッチフレーズがついたイージー・イン・スリムケースを開発することでこの問題を解消した。
1989年（平成元年）4月、VHS用ビデオテープにも「AXIA」ブランドを導入（「DCシリーズ」。「FUJI」ブランドと併用）。映像記録に適した特性を持つ磁性体を上層に、音声記録に適した磁性体を下層に塗り重ねる「ダブルコーティング」技術、およびベースフィルムに塗布した磁性体粒子を一つ一つ規則正しくテープの長さ方向に並べる工程を2回行う「ダブルオリエンテーション」技術を開発。「AXIA」ブランドのコンパクトカセット、および「FUJI」ブランドのビデオテープやメタルポジション用を除く一部のノーマルポジション（IEC TYPEI）用、およびハイポジション（IEC TYPEII）用のコンパクトカセットにも転用した。尤も、コンパクトカセットの場合は下層部には中・低域に適した磁性体を、上層部には高域に適した磁性体を重ねていた。なお、ビデオテープのCMにはロック歌手の矢沢永吉を起用した（一方、「FUJI」ブランドのビデオテープのCMにはお笑いコンビのとんねるずが起用されていた）。こうしたAXIAダブルコーティングビデオカセットはバンダイビジュアルの映像ソフト（主にテレビシリーズのうる星やつら、めぞん一刻、機動警察パトレイバーシリーズ等）に採用されていた。ちなみに機動警察パトレイバーの初期OVAシリーズ（※現在で云う所の「アーリーデイズ」）のレンタル版とセル版VHSソフトに、アニメーションAパートとBパートの間に当時のAXIA PS-IIxシリーズのパトレイバーオリジナルアニメーションCM（35秒）が挿入されている。この「AXIA PS-IIxオリジナルCM」を挿入する事によって当時一般的に高価格だったVHSソフト（1本当り1万円前後）を広告料による相乗効果からもたらされた結果、4800円台の価格まで下げたと同時に若者層へのAXIAブランドの認知効果に寄与した。
1993年（平成5年）10月1日に法人名を「富士マグネテープ株式会社」から「富士フイルム アクシア株式会社」に社名変更。この時、カセットテープの一部製品に限り、国内生産から海外生産へ切り替えられた（例・150分用を除く「A1」）。

### カメラへの進出
2001年（平成13年）4月に低価格トイデジカメ「IX-1」を発売する。以降低価格デジカメシリーズを販売。
2002年（平成14年）4月に発売した「eyeplate」は当時、価格競争が激しくなりつつあったとは言え、数万円以上はしたデジタルカメラ市場にあって、実売価格が約一万円と言う値段設定で話題を呼び、後継機種「eyeplate mega」も販売された。このほか、同年6月には音楽録音専用カセットテープ「PS-I」「PS-II」がシリーズ最後の品質改良を実施している。
2004年（平成16年）4月1日、富士フイルムバッテリーと合併、富士フイルム アクシアを存続会社とした。

### AXIAブランドの終焉
2004年（平成16年）10月1日に「フジカラーイメージングサービス株式会社」（存続会社、当時）と経営統合し、「富士フイルムイメージング株式会社」に社名変更後は新製品の投入が全くなく、2005年（平成17年）12月末までにカセットテープ（DAT用テープ含む）・ビデオテープ等の音声・映像記録用磁気テープメディアの生産終了・先行撤退を皮切りに、2006年（平成18年）8月末までにFUJIFILMブランド（旧・FUJIブランド）の音声記録・映像記録等のコンシューマー（一般消費者）向け各種記録用メディア製品と共に全ての記録用メディア製品の生産を完了し、同年9月末までに同製品のホームページへの掲載の終了、および販売を終了した。これにより、1960年（昭和35年）より展開していた富士フイルムのコンシューマー向け記録メディア事業部は名実共に46年の歴史に幕を下ろした。その後、富士フイルムイメージングも最終的に富士フイルムに吸収され、日本国内のみならず家庭用磁気記録メディア市場からは「FUJI」ブランドを含め、完全撤退した。なお、家庭用磁気記録メディア撤退後も富士フイルムは業務用向けコンピュータデータ用の各種記録メディア製品は数年間継続生産していたが、2023年（令和5年）現在でも生産が継続されているLTOデータカートリッジを除き、2010年（平成22年）末までにほぼ撤退している。

## オーディション
富士フイルム アクシアは、AXIAミュージックオーディション（後年はAXIAアーティストオーディション）を何度か行っていた。クレヨン社・福山芳樹・槇原敬之・SURFACEなどがこのオーディションに応募し、メジャーデビューするきっかけとなった。

## CMキャラクター

### カセットテープ
- 斉藤由貴（1985年 - 1987年）※彼女の作品にAXIAの商品用テープをそのまま使用しているものがある。
- ブライアン・フェリー（1987年）
- スティング（1988年）
- 浅香唯（1988年 - 1989年）
- 機動警察パトレイバー（1988年）※初期OVAシリーズ内のAXIAオリジナルCMに於いて。
- ボン・ジョヴィ（1988年） - リヴィン・オン・ア・プレイヤー
- 爆風スランプ（1989年 - 1991年）
- 矢沢永吉（1989年 - 1991年）
- 坂井真紀（1993年 - 1995年）
- LINDBERG（1995年）
- hyde（1994年 - 1995年）
- ともさかりえ（1996年 - 1998年）

### MD
- JUDY AND MARY（1997年 - 1999年）※PSシリーズのMDとカセットテープを並べたCM。
- ユースケ・サンタマリア（2000年 - 2001年）
- 黒澤優（2000年 - 2001年）

### VHS/S-VHS用ビデオテープ
- 矢沢永吉（1989年 - 1990年）

## 注
1. ↑  「Super Range」は当初46分タイプのみの発売だったが、その数か月後に60分タイプと90分タイプが、更に1980年2月に製品名が「Super Range」から「SR」へ改称後は80分タイプが新たに追加された。
2. ↑  富士フイルムのあゆみ オープンリールからカセットヘ - オーディオテープの新しい展開 - 富士フイルム株式会社 2021年4月13日閲覧。
3. ↑  その後、1984年（昭和59年）にはハイポジション（TYPE-II）用の「FUJI GT-II」も追加された。
4. ↑  このほか、1981年（昭和56年）から1984年（昭和59年）にかけて、大手音響機器メーカーのパイオニア（ホームAV機器事業部。後のパイオニアホームエレクトロニクス→オンキヨー&パイオニア→オンキヨーホームエンターテイメント→オンキヨーテクノロジー→プレミアムオーディオカンパニーテクノロジーセンター）へ音楽録音用カセットテープのOEM供給をしたこともあった。
5. ↑  従来、FUJIブランドで発売されていた「DR」の事実上の後継にあたる製品。
6. ↑  1985年8月には「JP」の派生製品の「JC」が追加され、1985年11月には「PS-I」のハイポジション版となる「PS-II」が追加された。
7. ↑  AXIAブランド発足当初のカセットテープのラインアップにはメタルポジション（IEC TYPE-IV）用の製品が含まれておらずこの時既に生産・出荷終了済みとなっていたFUJIブランドの「FR-METAL」が流通在庫品に限り販売されていたいたが、1986年（昭和61年）6月に「FR-METAL」の事実上の後継製品となる「Master」シリーズのメタルポジション用テープ「XD-Master」が発売されたことにより、ようやくAXIAブランドに合流し、1989年（平成元年）9月には「PS」シリーズにもメタルポジション用テープ「PS-IVx」が追加発売された。
8. ↑  当初はスタンダードタイプの「DC」のみの発売だったが、1989年秋にはハイグレードタイプの「DC HG」が、1990年（平成2年）春にはS-VHS用の「DC S-VHS」がそれぞれ追加発売された。
9. ↑  尤も、「A1」は発売当初は日本国内で生産されていたが1993年のリニューアル品（製品コード：A1SA xx）より150分用を除き、全て韓国で生産されていた（実際は韓SKC社のOEMだった）が1999年（平成11年）以降の製品より国内生産の150分用を除き、中国での生産（実際は韓SKC社の中国工場にて生産された）に変更された。
10. ↑  AXIA Artist Audition '98のページ